# Великий Луг (зупинний пункт)
Великий Луг — пасажирський зупинний пункт Коростенської дирекції Південно-Західної залізниці (Україна), розташований на дільниці Звягель I — Житомир між зупинним пунктом Ходорівка (відстань — 25 км) і станцією Курне (6 км). Відстань до ст. Звягель I — 38 км, до ст. Житомир — 53 км.
Розташований у Житомирському районі Житомирської області, за 1 км на північний схід від Великого Лугу, за 1,5 км на південь від Новин.
Виник наприкінці XX століття.